# Onthophagus curvicarinatus
Onthophagus curvicarinatus är en skalbaggsart som beskrevs av Antoine Boucomont 1914. Onthophagus curvicarinatus ingår i släktet Onthophagus och familjen bladhorningar. Inga underarter finns listade i Catalogue of Life.